# تاسوكو هونجو
تاسوكو هونجو ((باليابانية: 本庶 佑)) هو عالم مناعة ياباني ولد في يوم 27 يناير 1942 في مدينة كيوتو في اليابان، درس علم الصيدلة في جامعة كيوتو حيث أخذ إجازته في الكيمياء من أوسامو هاييشي وياسوتومي نيشيزوكا وقد عمل كأستاذ في الصيدلة في جامعات طوكيو وأوساكا وكيوتو. عرف بعد لتعريفه لبروتين موت الخلية المبرمج 1، في 1 أكتوبر 2018 أعلن عن فوزه بجائزة نوبل في الطب و علم وظائف الأعضاء مناصفةً مع الأمريكي جيمس أليسون وذلك نتيجة دراستهم في علاج السرطان عن طريق تثبيط جهاز المناعة السلبي.

## السيرة الذاتية

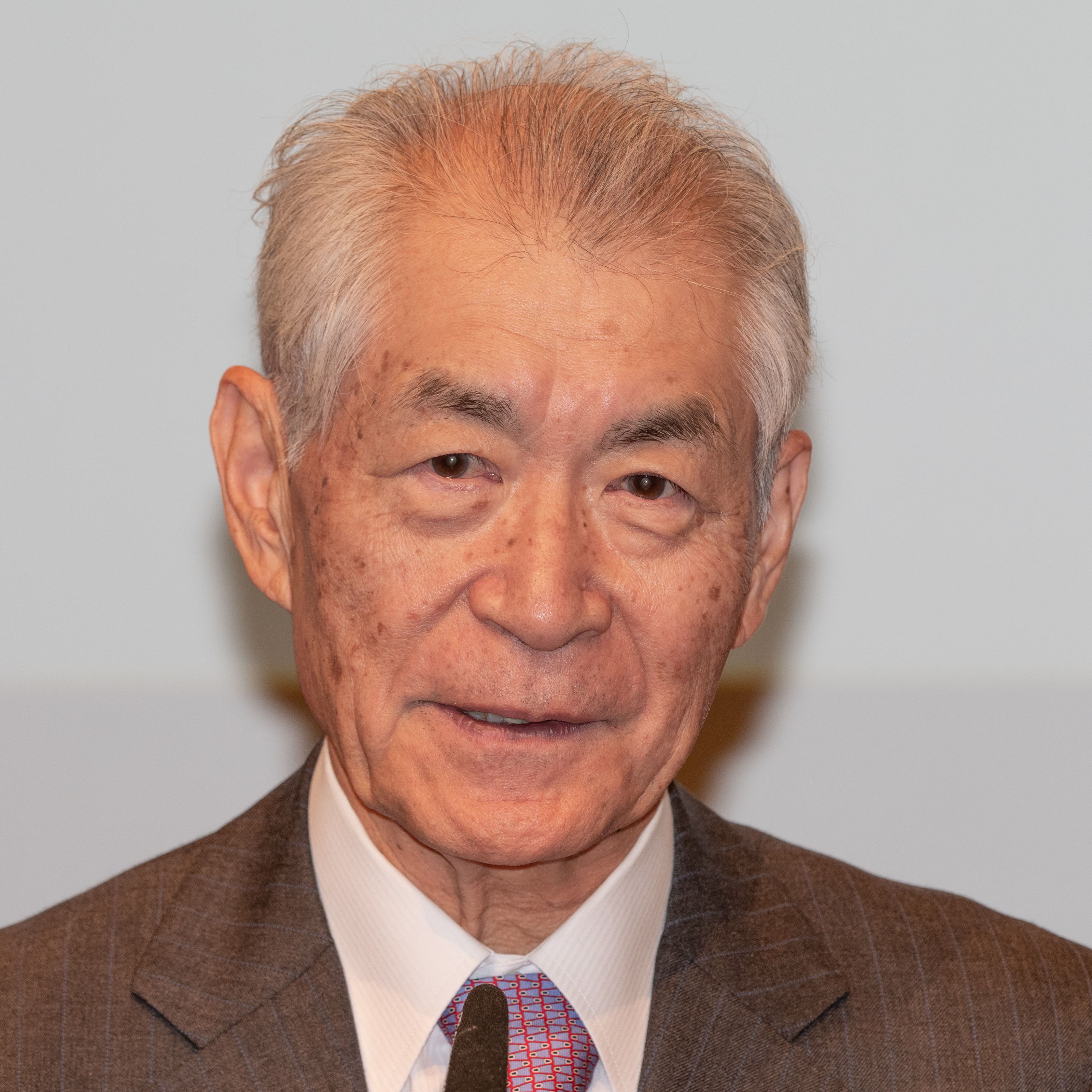
في مؤتمر نوبل الصحفي في ستوكهولم ، ديسمبر 2018

حصلَ هونجو على شهادة الدكتوراه في عام 1966 من كلية الطب في جامعة كيوتو ثمّ نالَ في عام 1975 درجة الدكتوراه في الكيمياء الطبية تحت إشراف ياسوتومي نيشيزوكا وأوسامو هاياشي.
شغل في الفترة المُمتدة من 1971 إلى 1974 منصب زميل زائر في قسم علم الأجنة في مؤسّسة كارنيجي في واشنطن كما عملَ في المعهد الوطني لصحة الطفل والتنمية البشرية. بعد إكمال دراستهِ في الولايات المتحدة؛ عملَ كأستاذ مساعد في كلية الطب في جامعة طوكيو بين 1974 و1979 ثمّ شغل منصب أستاذ ورئيس قسم الوراثة في كلية الطب ضمنَ جامعة أوساكا بين 1979 و1984. هوَ عضو في الجمعية اليابانية لعلوم المناعة كما سبق له وأن شغل منصب رئيس هذه الجمعيّة بين عامي 1999 و2000. هونجو عضو فخري كذلك في الجمعية الأمريكية لعلوم المناعة كما يعمل ضمنَ هيئة التدريس في جامعة كيوتو منذ عام 1984.

## التكريم

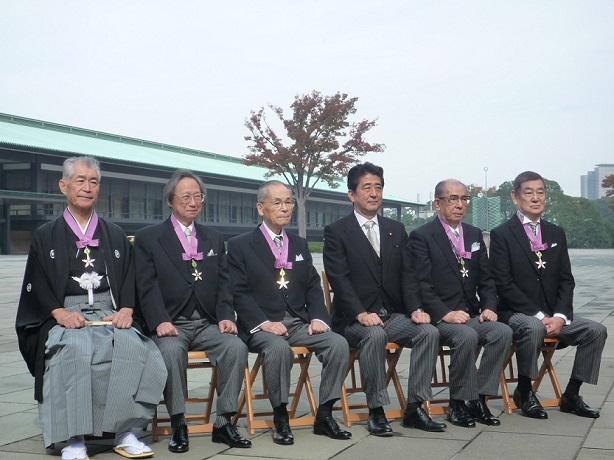
شون إيواساكي، كين تاكاكورا، سايكاكو تاكاجي، سوسومو نوكانيشي ثمّ هونجو بعد نيلهم وسام الثقافة من الإمبراطور أكيهيتو في الثالث من تشرين الثاني/نوفمبر 2013. يظهرُ في الصورة التي التُقطت في حديقة القصر الإمبراطوري في العاصمة طوكيو رئيس الوزراء البريطاني شينزو آبي

حصلَ هونجو على العديد من الجوائز والتكريمات طوالَ حياته. ففي عام 2016؛ نال العالم الياباني جائزة كيوتو في العلوم الأساسية وذلك بفضلِ اكتشافه للآلية المسؤولة عن التنوع الوظيفي في الأجسام المضادة. زادت شهرته على المستوى العالمي في عام 2018 بعدما تقاسم جائزة نوبل في الطب أو علم وظائف الأعضاء مع العالم الأمريكي الآخر جيمس أليسون وكان قد شاركه قبلَ ذلك بأربع سنوات جائزة تانغ.
بشكل عام هذه قائمة بالجوائز الرئيسية الأخرى التي تلقاها هونجو خلال مسيرته العلميّة:
- 1981 – جائزة نوغوشي هيدايو في الطب
- 1981 – جائزة أساهي[14]
- 1984 – جائزة يوشيتاكي كيهارا
- 1984 – جائزة أوساكا للعلوم[15]
- 1985 – جائزة أروين فون بيلز
- 1988 – جائزة تاكيدا الطبية
- 1992 – جائزة بهرنغ-كيتاساتو
- 1993 – جائزة أوهارا
- 1996 – جائزة الأكاديمية الإمبراطورية اليابانية[16]
- 2000 – جائزة ثقافية يابانية[17]
- 2001 – جائزة تقديرية منَ الأكاديمية الوطنية للعلوم.
- 2012 – جائزة روبرت كوخ
- 2013 – وسام الثقافة
- 2014 – جائزة ويليام بي كولي
- 2016 – جائزة كيو للعلوم الطبية[18]
- 2016 – جائزة تقديرية من جامعة فودان[19]
- 2016 – جائزة طومسون رويترز [20]
- 2017 – جائزة مؤسّسة وارين ألبرت[21]

## روابط خارجية
- تاسوكو هونجو على موقع مونزينجر (الألمانية)